# Seznam hydroplánů
Toto je seznam hydroplánů. Hydroplán je letoun uzpůsobený k přistávání a startování na vodní hladině. Je-li opatřen plováky, jde o plovákový letoun, pokud je trup postaven jako člun, jde o létající člun. Plovákový letoun nebo létající člun může být navíc vybaven podvozkem, pak se jedná o obojživelný letoun (amfibii).
Seznam neobsahuje všechny vodní letouny, které byly vyrobeny, ale jen ty nejdůležitější nebo nejznámější. Letouny v tomto seznamu jsou řazeny podle zemí a poté podle výrobce. Země jsou řazeny abecedně a jednotliví výrobci také. 

## Čína
- Harbin SH-5

## Francie

### Latécoère
- Latécoère 290
- Latécoère 298

### Latham
- Latham 43
- Latham 47

### Loire
- Loire 70
- Loire 130

### Tellier
- Tellier T.3

## Itálie

### Caproni

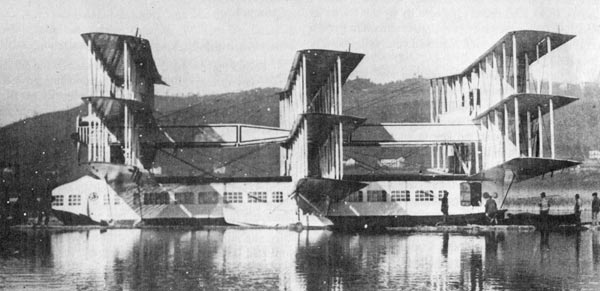
Caproni Ca.60

- Caproni Ca.60
- Caproni Ca.316

### CANT
- CANT 6
- CANT 10
- CANT 18
- CANT 22
- CANT 26
- CANT Z.501
- CANT Z.506
- CANT Z.508
- CANT Z.509
- CANT Z.511

### Fiat
- Fiat RS.14

### Macchi

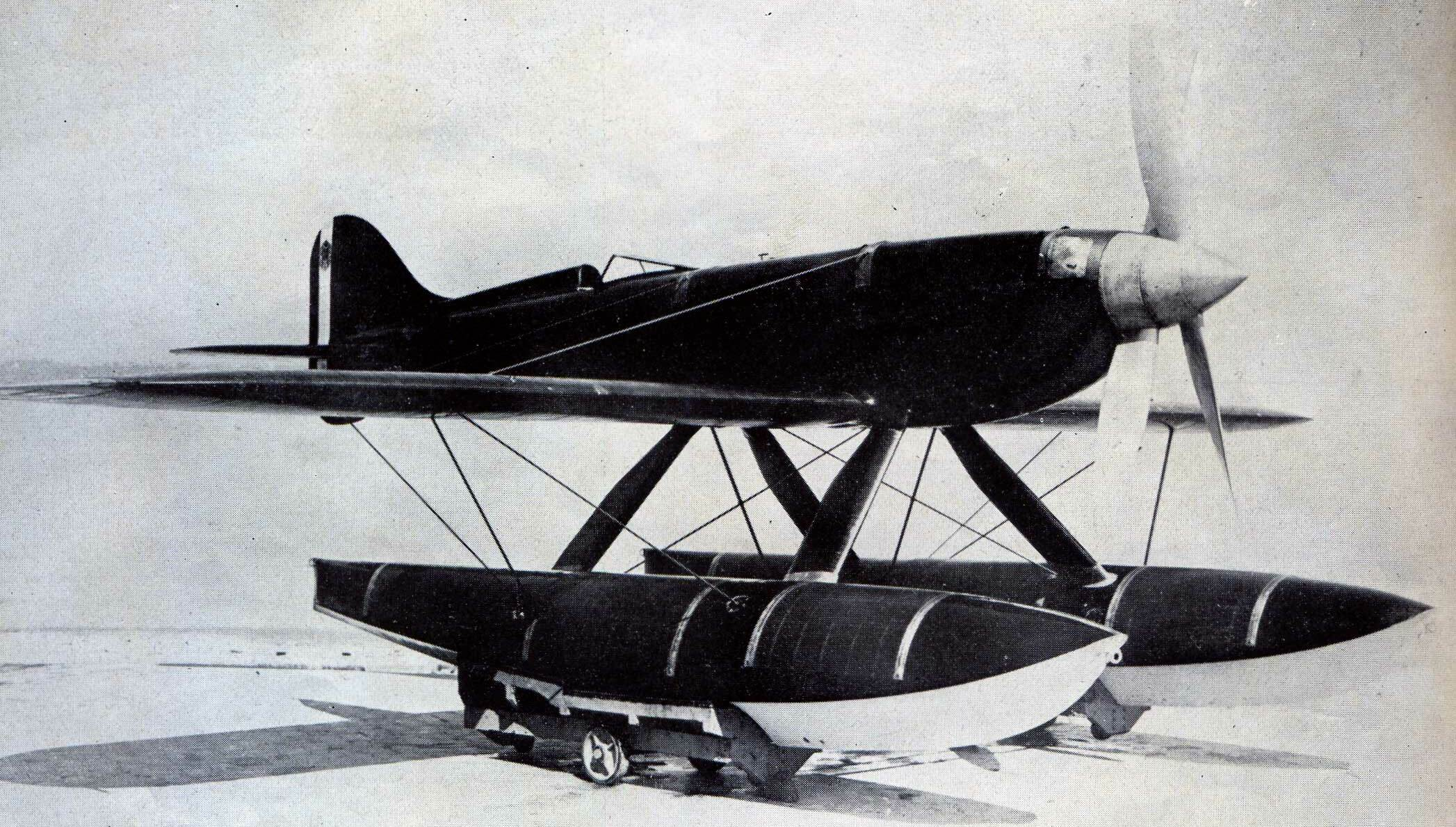
Macchi M.C.72

- Macchi M.12
- Macchi M.17
- Macchi M.18
- Macchi M.19
- Macchi M.24
- Macchi M.26
- Macchi M.33
- Macchi M.39
- Macchi M.39
- Macchi M.41
- Macchi M.52
- Macchi M.53
- Macchi M.67
- Macchi M.70
- Macchi M.C.72

### Savoia-Marchetti

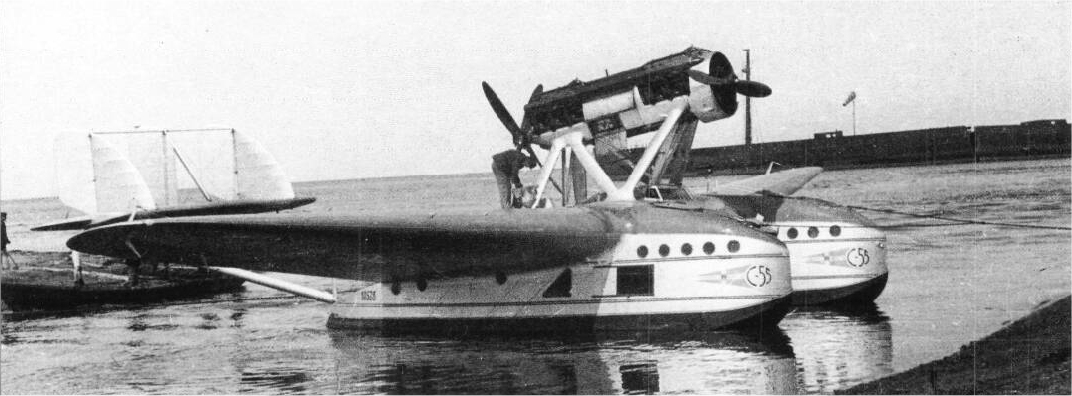
Savoia-Marchetti S.55 provozovaný Aeroflotem

- Savoia-Marchetti S.55
- Savoia-Marchetti S.56
- Savoia-Marchetti S.57
- Savoia-Marchetti S.59
- Savoia-Marchetti S.62
- Savoia-Marchetti S.65
- Savoia-Marchetti S.65
- Savoia-Marchetti S.66
- Savoia-Marchetti SM.87

## Japonsko

### Aiči

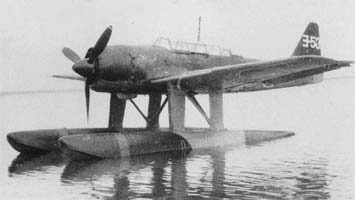
Aiči E15A

- Aiči E3A
- Aiči E8A
- Aiči E10A
- Aiči E11A
- Aiči E12A
- Aiči E13A
- Aiči E15A
- Aiči E16A
- Aiči H9A
- Aiči M6A

### Kawaniši

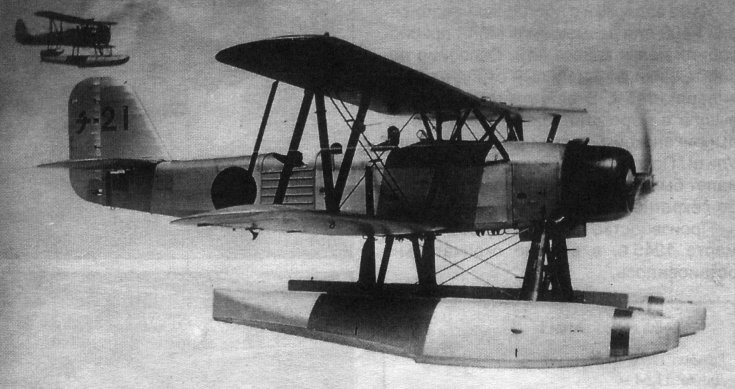
Kawaniši E7K2

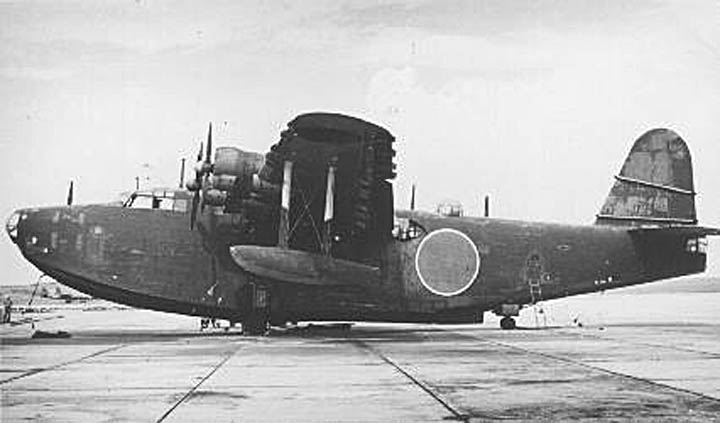
Kawaniši H8K

- Kawaniši E5K
- Kawaniši E7K
- Kawaniši E10K
- Kawaniši E11K
- Kawaniši E13K
- Kawaniši E15K
- Kawaniši H6K
- Kawaniši H8K
- Kawaniši N1K

### Micubiši

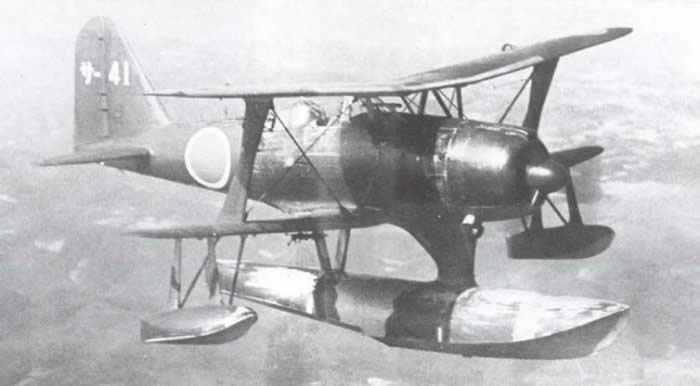
F1M2

- Micubiši F1M

### Nakadžima
- Nakadžima E2N
- Nakadžima E4N
- Nakadžima E8N
- Nakadžima E12N
- Nakadžima A6M2-N

### Jokosuka
- Jokosuka Ro-gó Kó-gata
- Jokosuka E1Y
- Jokosuka E5Y
- Jokosuka E6Y
- Jokosuka E14Y
- Jokosuka H5Y
- Jokosuka K5Y

### ShinMaywa

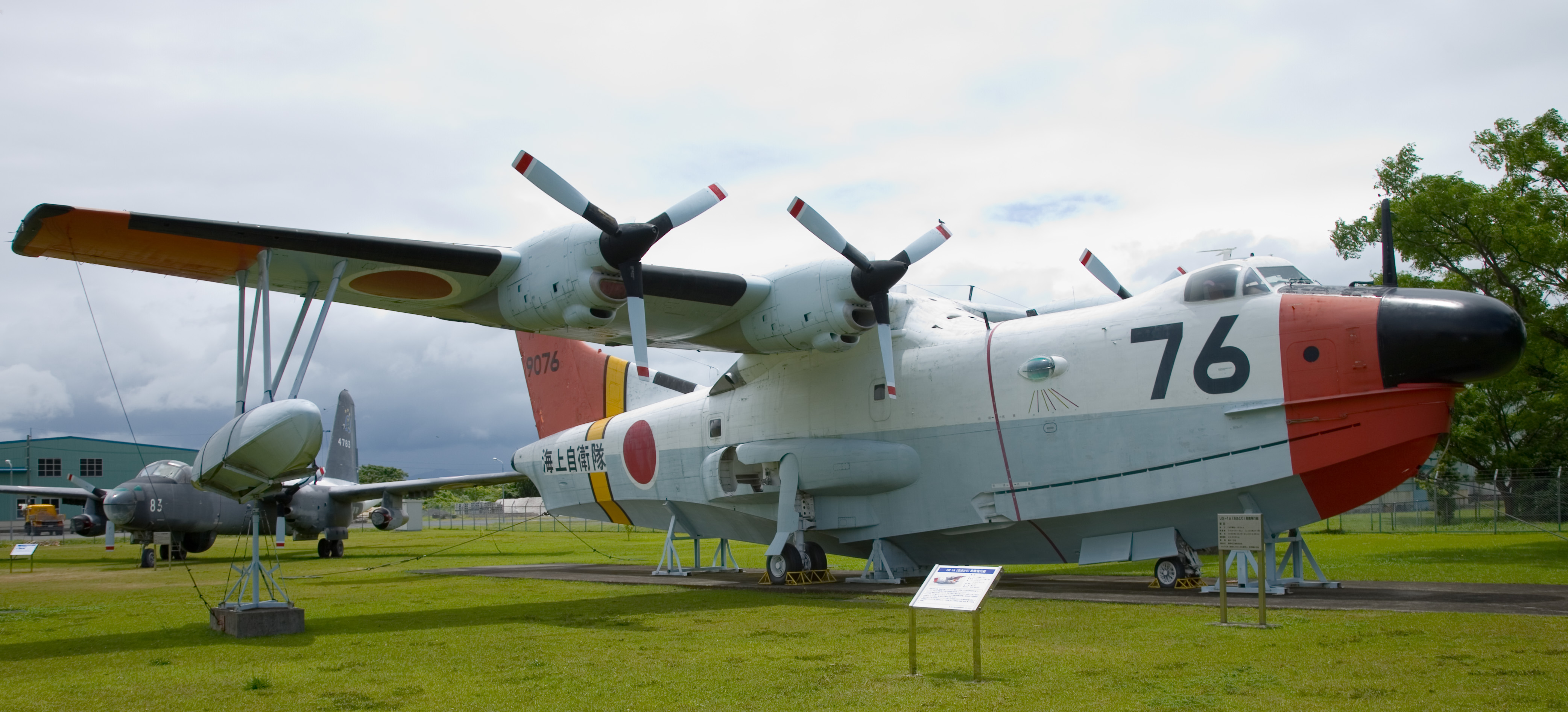
ShinMaywa US-1

- Shin Meiwa US-1
- ShinMaywa US-2

### Watanabe
- Watanabe E9W

## Kanada

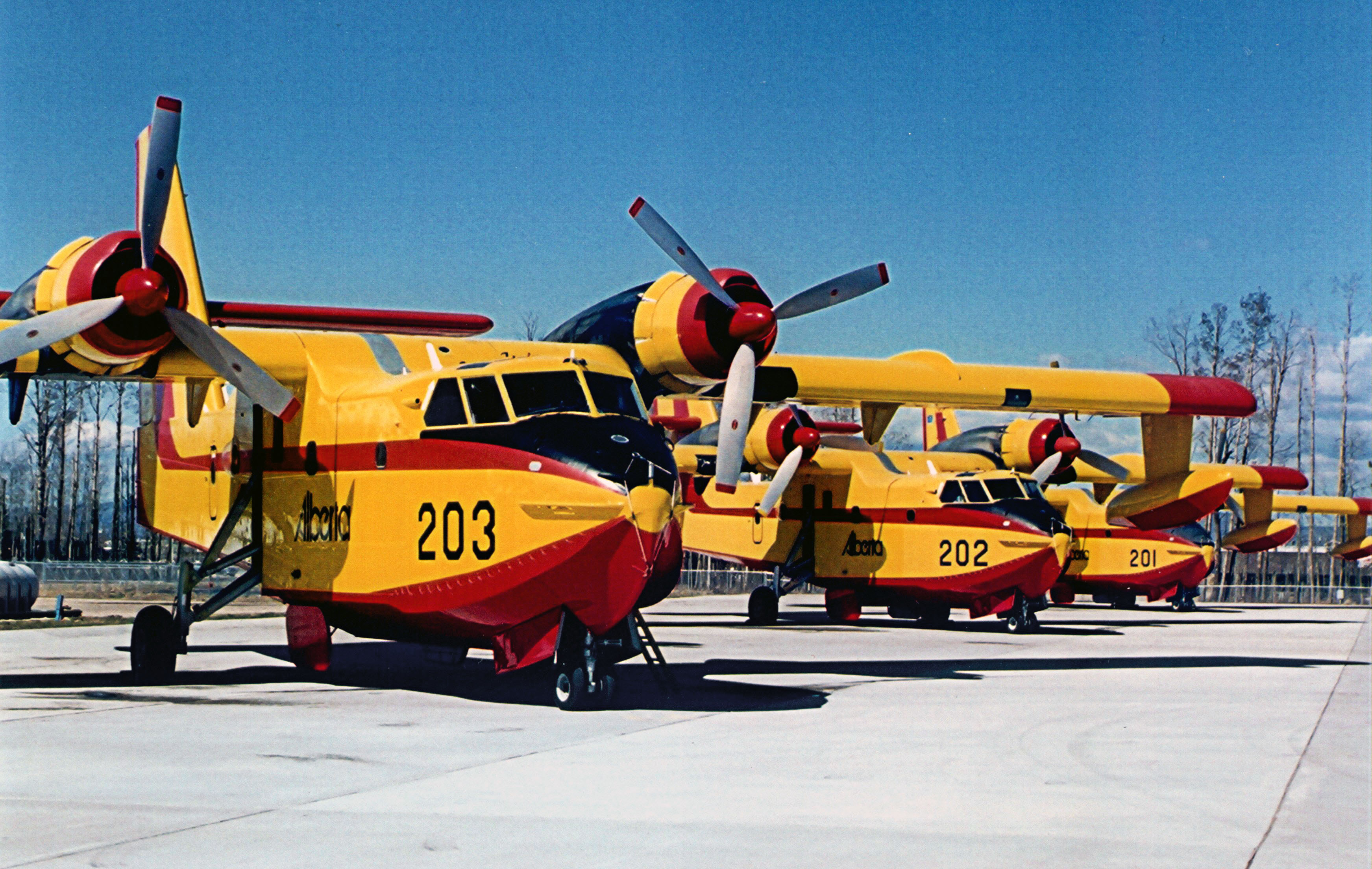
Canadair CL-215

### Canadair(Bombardier Aerospace)

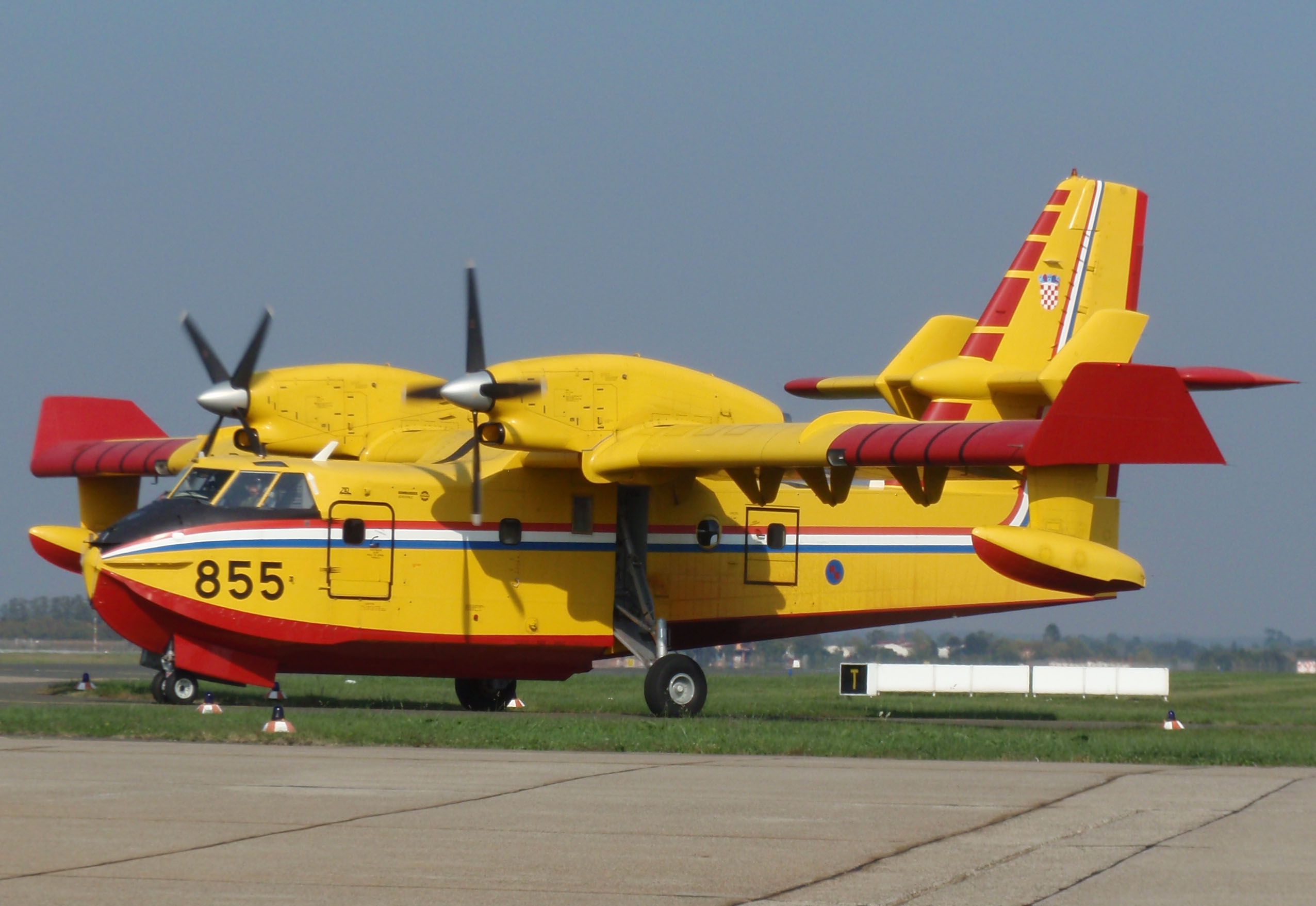
Bombardier CL-415

- Canadair CL-215
- Bombardier CL-415

### Canadian Vickers
- Canadian Vickers Vancouver
- Canadian Vickers Varuna
- Canadian Vickers Vedette
- Canadian Vickers Vista
- Canadian Vickers Vanessa
- Canadian Vickers Velos
- Canadian Vickers Vigil

### De Havilland Canada
- De Havilland Canada DHC-2 Beaver
- De Havilland Canada DHC-3 Otter
- De Havilland Canada DHC-6 Twin Otter

## Německo

### Arado
- Arado Ar 95
- Arado Ar 195
- Arado Ar 231

### Blohm & Voss
- Blohm & Voss BV 138
- Blohm & Voss BV 222
- Blohm & Voss BV 238
- Blohm & Voss Ha 139

### Dornier

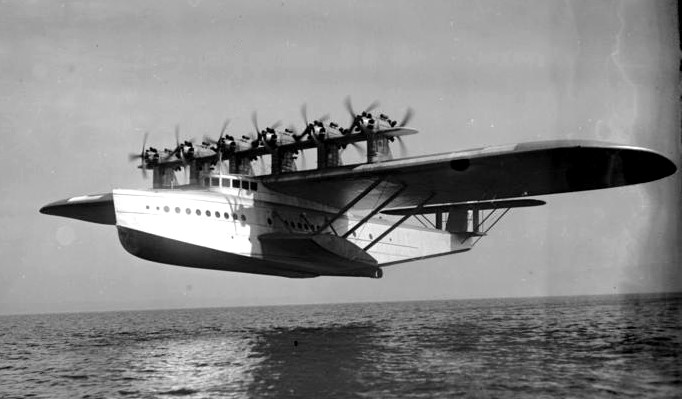
Dornier Do X

- Dornier Delphin
- Dornier Do 12
- Dornier Do 18
- Dornier Do 22
- Dornier Do 24
- Dornier Do 26
- Dornier Do J Wal
- Dornier Do X

### Hansa-Brandenburg
- Hansa-Brandenburg CC
- Hansa-Brandenburg W.12
- Hansa-Brandenburg W.29

### Heinkel

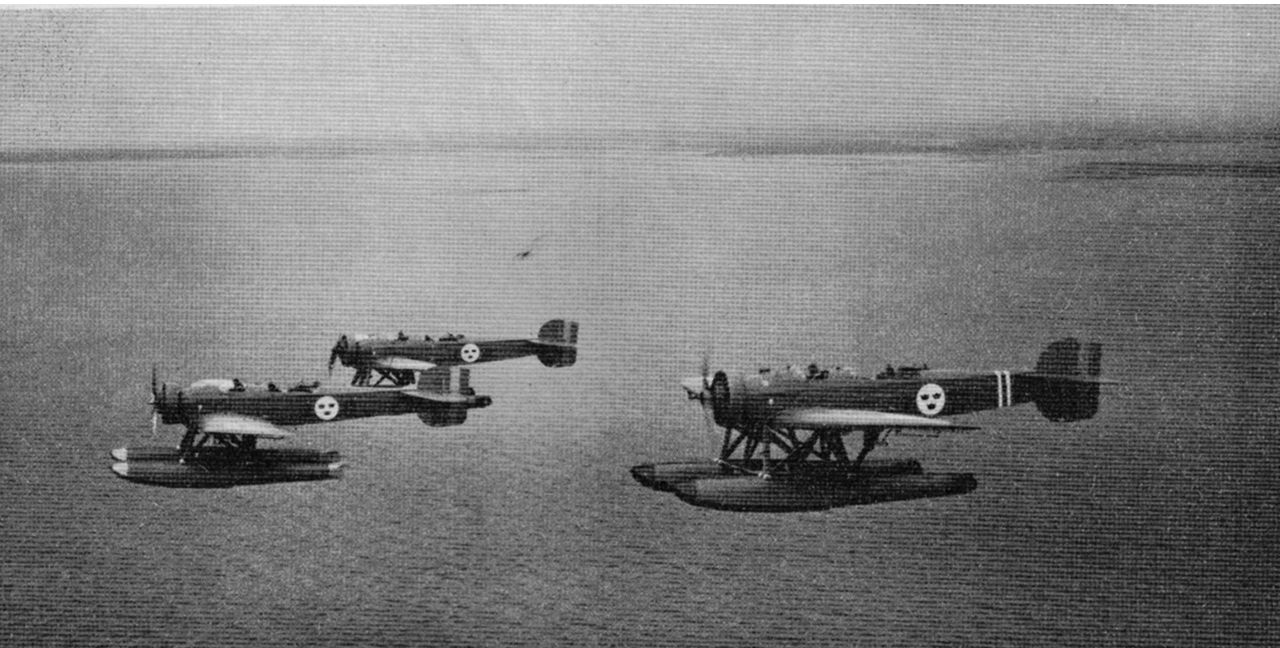
Letka plovákových Heinkelů He 5

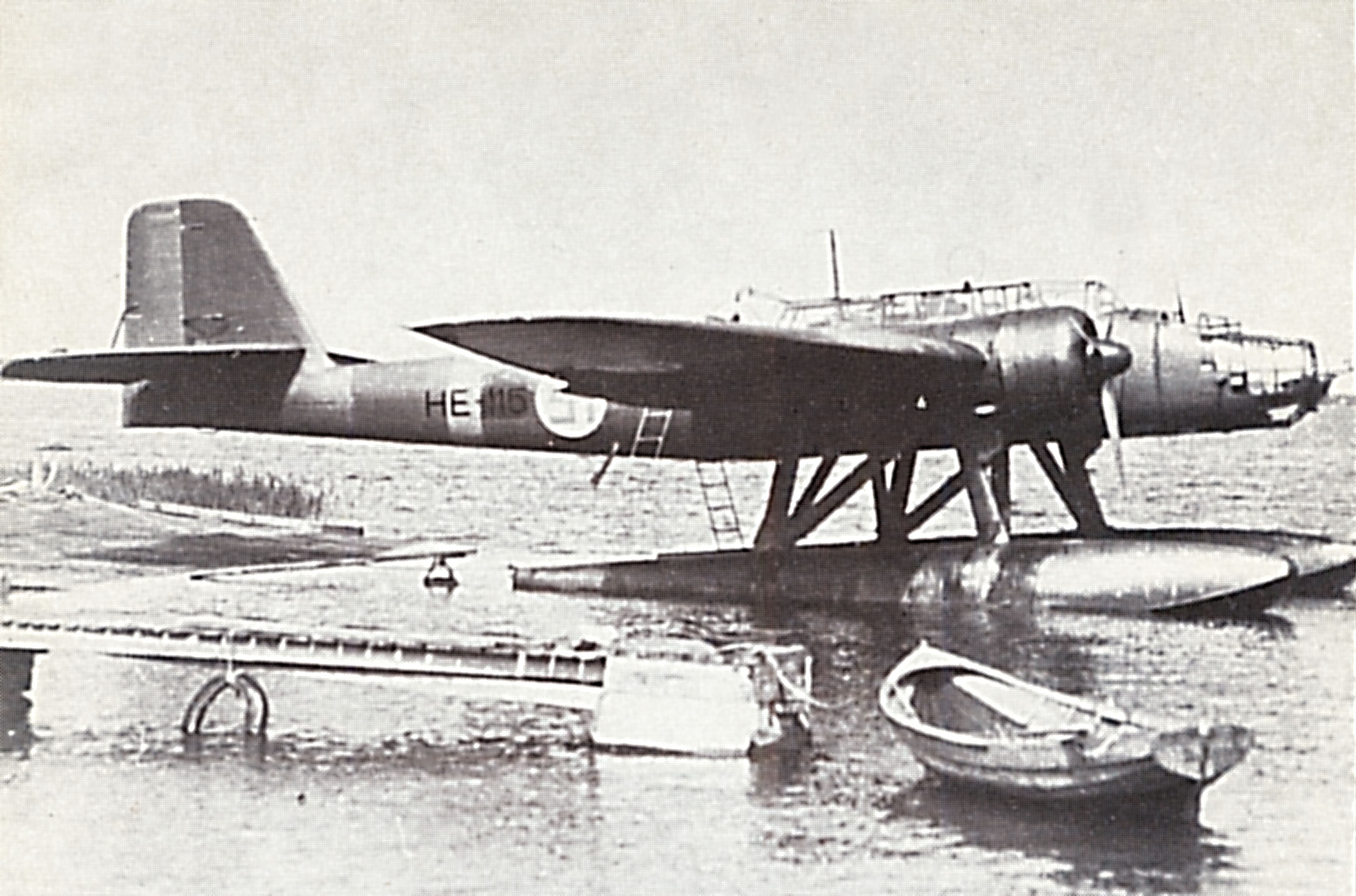
Finský Heinkel He 115

- Heinkel He 1
- Heinkel He 2
- Heinkel He 3
- Heinkel He 4
- Heinkel He 5
- Heinkel He 8
- Heinkel He 9
- Heinkel He 12
- Heinkel He 14
- Heinkel He 18
- Heinkel He 24
- Heinkel He 25
- Heinkel He 26

- Heinkel He 31
- Heinkel He 42
- Heinkel He 55
- Heinkel He 56
- Heinkel He 57
- Heinkel He 58
- Heinkel He 59
- Heinkel He 60
- Heinkel He 62
- Heinkel He 115
- Heinkel He 119

## Nizozemsko

### Fokker
- Fokker B.II
- Fokker C.VII
- Fokker T.VIII

## Rusko, SSSR

### Berijev

Berijev Be-12, v pozadí Berijev Be-200

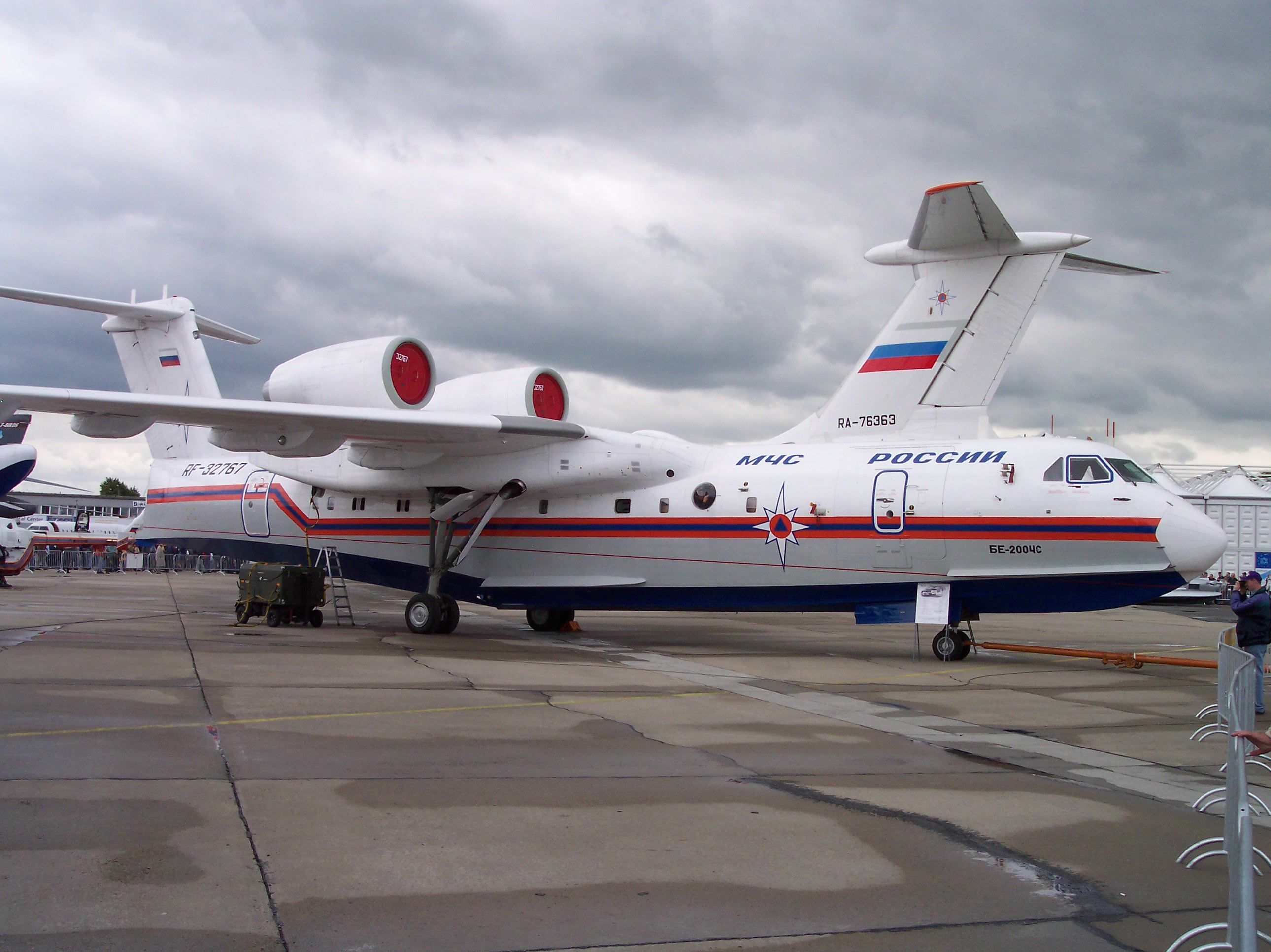
Berijev Be-200

- Berijev A-40
- Berijev Be-6
- Berijev Be-8
- Berijev Be-10
- Berijev Be-12
- Berijev Be-40
- Berijev Be-103
- Berijev Be-112
- Berijev MBR-2
- Berijev MDR-5
- Berijev MBR-7
- Berijev VVA-14 - pokusný letoun
- Berijev Be-200

### Četverikov
- Četverikov ARK-3
- Četverikov SPL
- Četverikov MDR-6
- Četverikov MDR-6

### Grigorovič

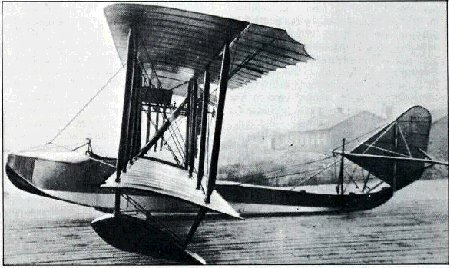
Grigorovič M-5

- Grigorovič M-1
- Grigorovič M-2
- Grigorovič M-3
- Grigorovič M-4
- Grigorovič M-5
- Grigorovič M-9
- Grigorovič M-11
- Grigorovič M-15

### Šavrov

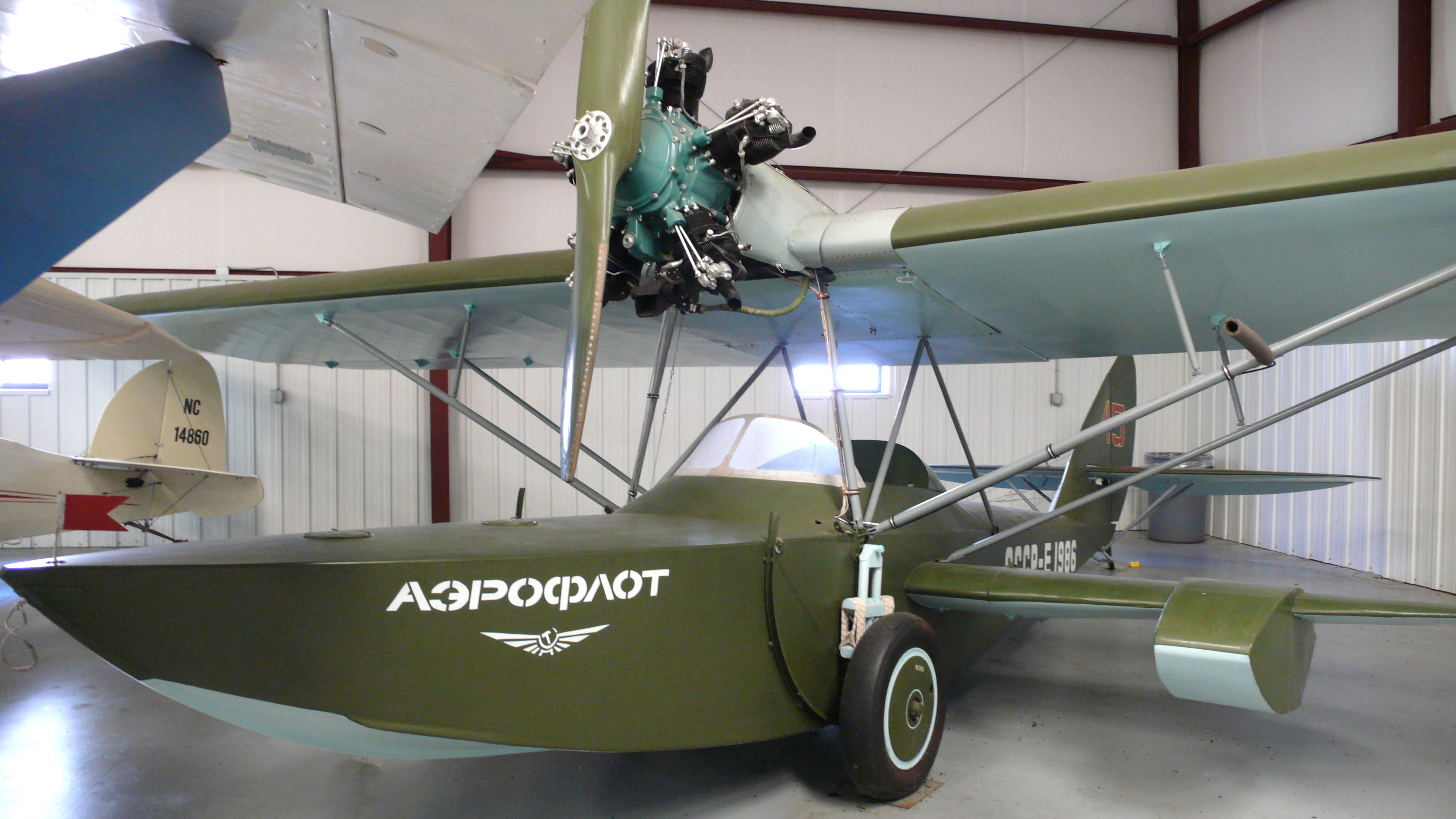
Šavrov Š-2

- Šavrov Š-1
- Šavrov Š-2
- Šavrov Š-3
- Šavrov Š-4
- Šavrov Š-5
- Šavrov Š-6
- Šavrov Š-7

## Spojené království

### English Electric
- English Electric Ayr
- English Electric Kingston

### Saro(Saunders-Roe)

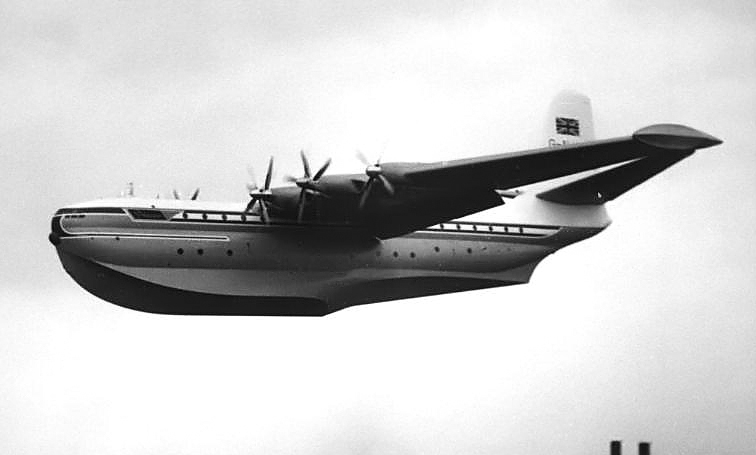
Saro Princess

- Saunders Severn
- Saunders A.14
- Saro Cutty Sark
- Saro Cloud
- Saro Windhover
- Saro London
- Saro A.33
- Saro Shrimp
- Saunders-Roe SR.A/1
- Saro Lerwick
- Saunders Kittiwake
- Saunders-Roe Saro Princess

### Short

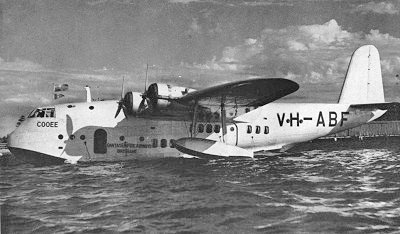
Short Empire

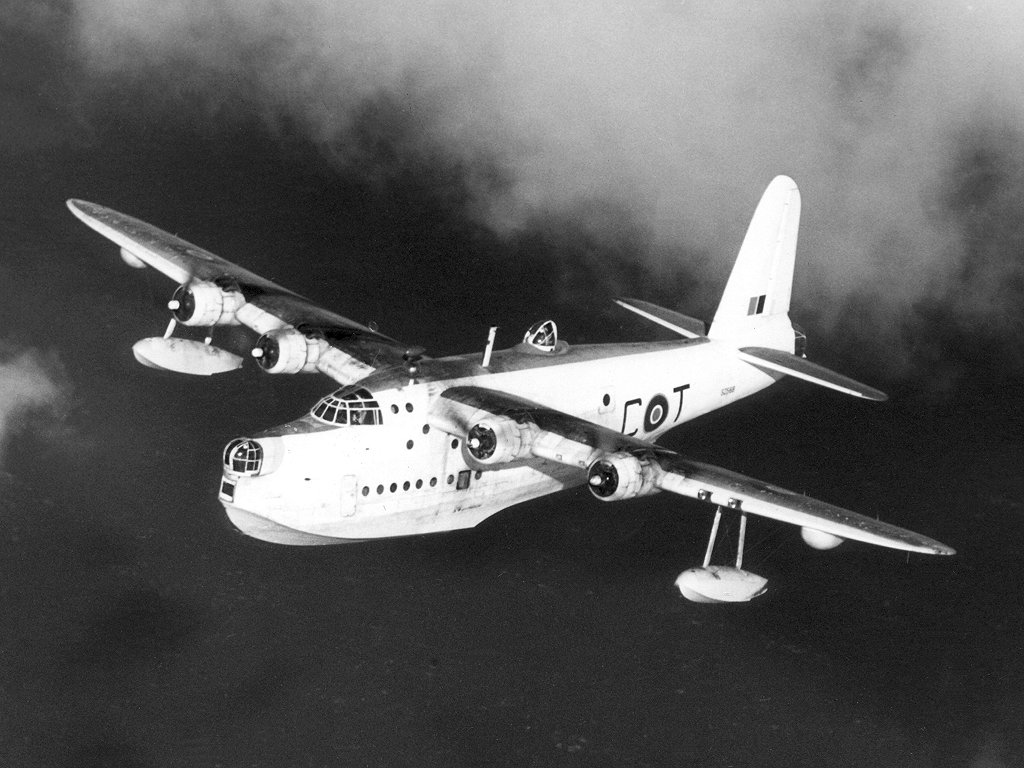
Short Sunderland

- Short S.184
- Short S.320
- Short Cockle
- Short Mussel
- Short Calcutta
- Short Rangoon
- Short Valetta
- Short Sarafand
- Short Kent
- Short Knuckleduster
- Short Singapore
- Short Scion Senior
- Short Mercury
- Short Mayo Composite
- Short Empire
- Short Sunderland
- Short Shetland
- Short Seaford
- Short Sealand
- Short Admiralty
- Short Sandringham
- Short Solent
- Short Crusader

### Supermarine

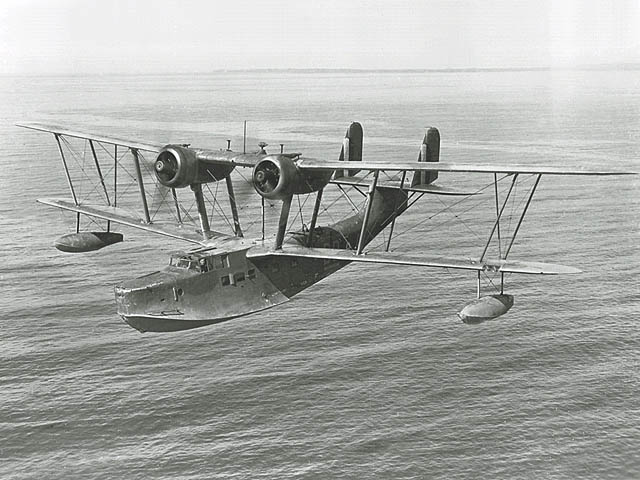
Supermarine Stranraer

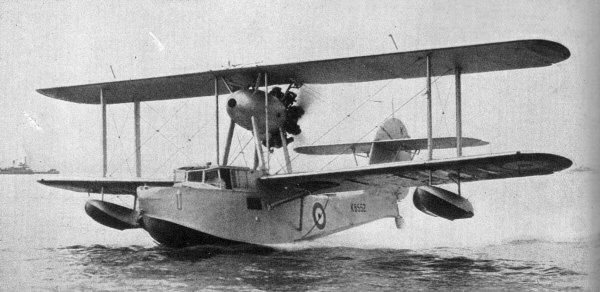
Supermarine Walrus

- Supermarine Nanok
- Supermarine Commercial Amphibian
- Supermarine Seamew
- Supermarine Swan
- Supermarine Sea Urchin
- Supermarine Baby
- Supermarine Scapa
- Supermarine S.5 - závodní
- Supermarine S.6 - závodní
- Supermarine Scylla
- Supermarine Sea Eagle
- Supermarine Sea King
- Supermarine Sea Lion
- Supermarine Stranraer
- Supermarine Southampton
- Supermarine Seal
- Supermarine Walrus
- Supermarine Sea Otter
- Supermarine Seagull

## USA

### Boeing

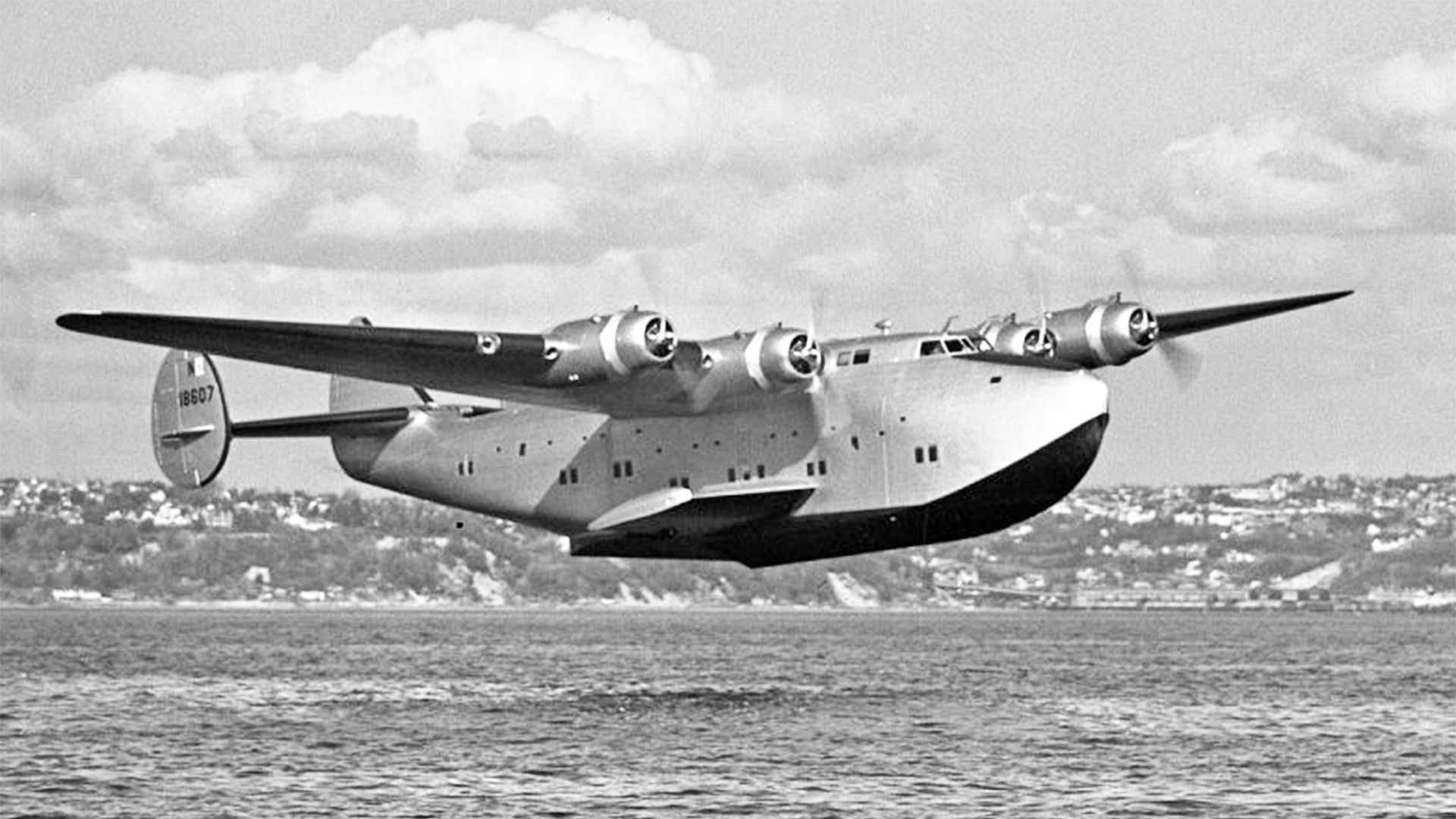
Boeing 314 Clipper

- Boeing 314 Clipper
- Boeing XPBB Sea Ranger
- Boeing L-15 Scout

### Consolidated

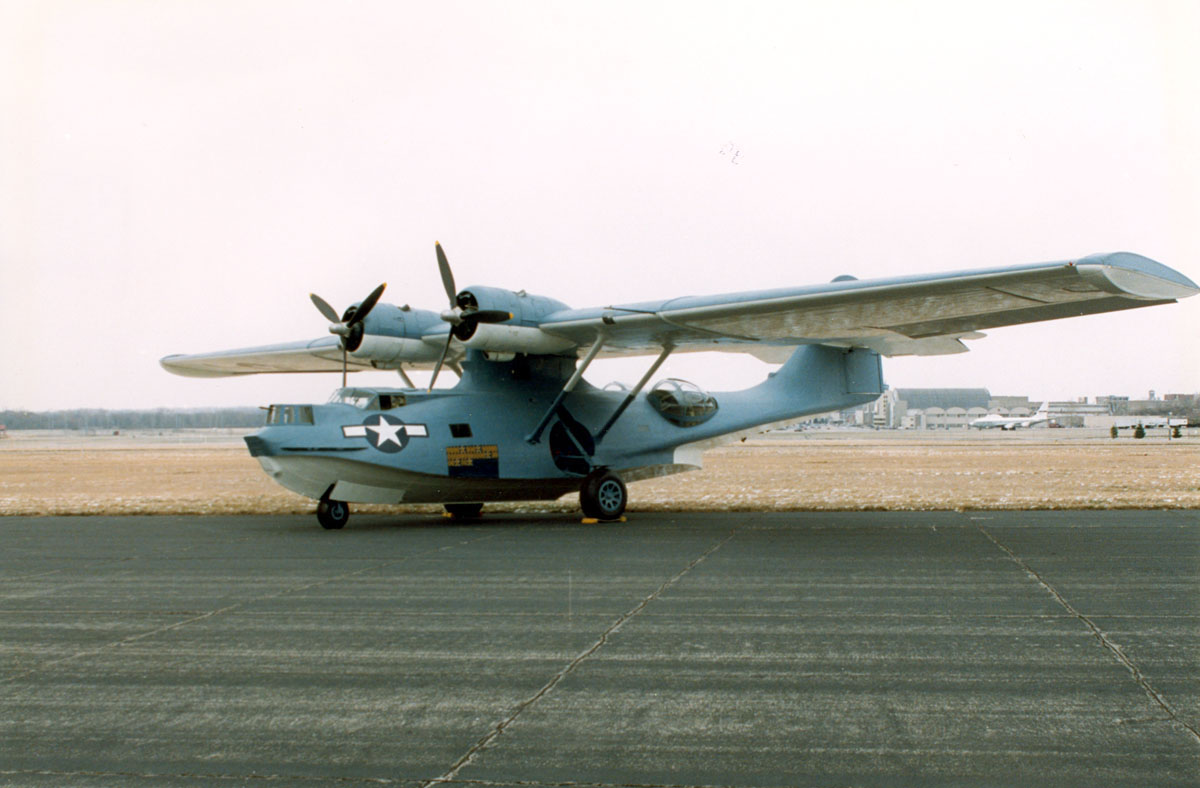
Consolidated PBY Catalina

- Consolidated PBY Catalina
- Consolidated Commodore
- Consolidated PB2Y Coronado
- Consolidated NY-1
- Consolidated P2Y
- Consolidated XP4Y

### Convair
- Convair R3Y Tradewind

### Curtiss
- Curtiss NC
- Curtiss SOC Seagull
- Curtiss SC Seahawk

### Douglas
- Douglas DF
- Douglas Dolphin
- Douglas DT
- Douglas DWC
- Douglas PD
- Douglas T2D
- Douglas Sinbad

### Grumman

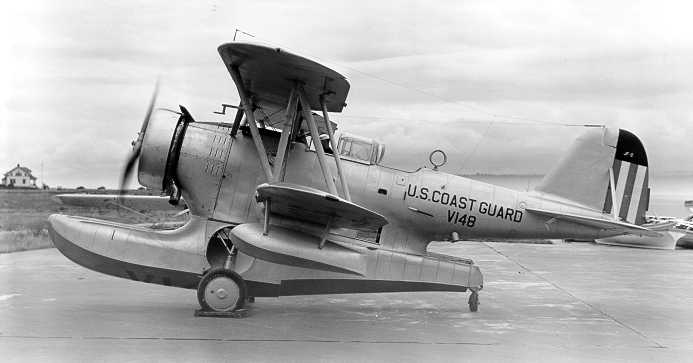
Grumman JF-2 Duck

- Grumman Albatross
- Grumman Goose
- Grumman JF Duck
- Grumman J2F Duck
- Grumman Mallard
- Grumman Tadpole
- Grumman Widgeon

### Hughes

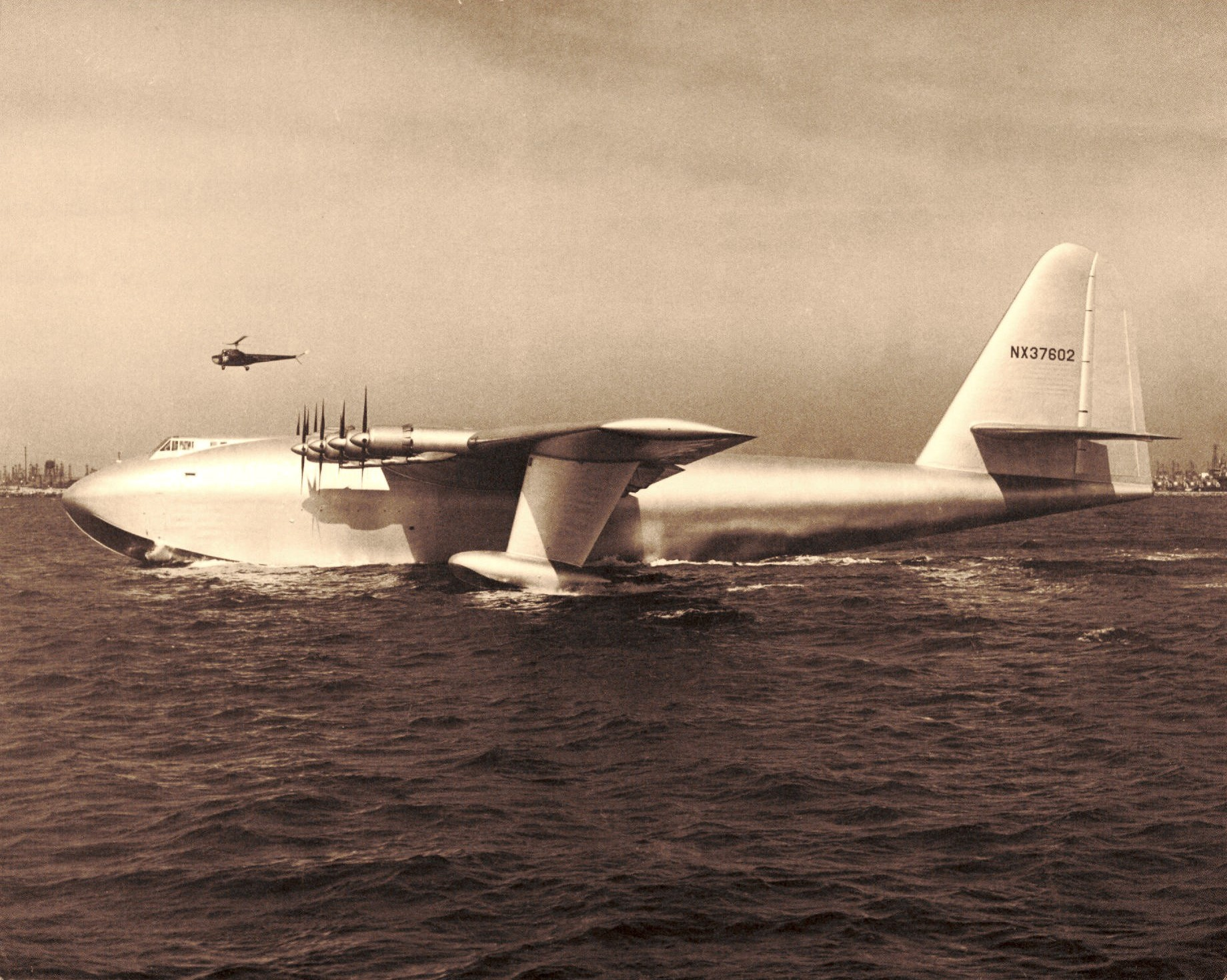
Hughes H-4 Hercules, největší létající člun na světě

- Hughes H-4 Hercules

### Martin
- Martin 130 China Clipper
- Martin 156
- Martin 170 Mars
- Martin PBM Mariner
- Martin P2M
- Martin P3M
- Martin P5M Marlin
- Martin P6M SeaMaster

### Sikorsky

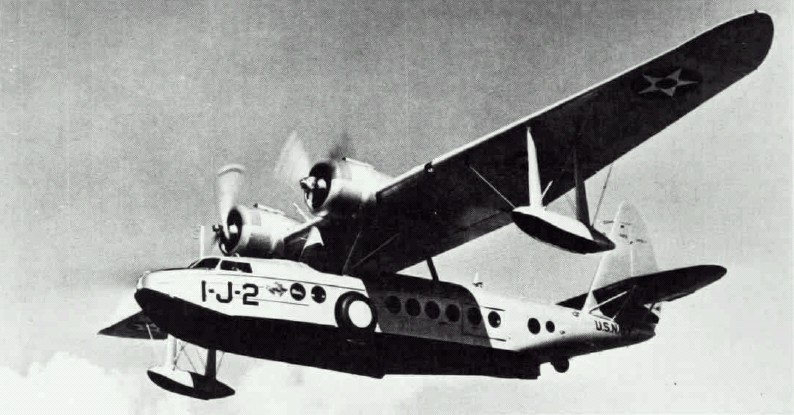
Sikorsky S-43

- Sikorsky S-36
- Sikorsky S-38
- Sikorsky S-39
- Sikorsky S-40
- Sikorsky S-42
- Sikorsky S-43
- Sikorsky VS-44 Excalibur

### Vought
- Vought OS2U Kingfisher
- Vought-Sikorsky VS-44